# Ole M. Solberg
Ole Martin Solberg, född 17 februari 1879 i Vestre Aker vid Kristiania, död 7 december 1946, var en norsk etnograf. 
Solberg tog 1906 doktorsgrad i Leipzig på avhandlingen Beiträge zur Vorgeschichte der Ost-Eskimo. Steinerne Schneidegeräte und Waffenschärfen aus Grönland (Videnskabs-selskabets skrifter, 1907). Han var 1906–08 amanuens vid etnografiska museet i Kristiania och deltog 1909 som norsk sakkunnig i förhandlingarna om renbetesfrågan vid skiljedomstolen i Köpenhamn. Bland hans senare arbeten är en större monografi över Eisenzeitfunde aus Ostfinmarken. Lappländische Studien (Videnskabs-selskabets skrifter, 1909) samt en del mindre bidrag till nordskandinavisk och amerikansk etnografi och arkeologi i tyska och norska facktidskrifter.